# Petri Puro
Petri Kalevi Puro, född 8 oktober 1959, är en finsk travtränare och travkusk. Han är verksam vid Halmstadtravet.
Han har tränat flera framgångsrika travhästar, bland andra Fama Currit, Camilla Highness, Commander Crowe, Pato, D.D.'s Hitman och Cash Crowe. Han utsågs till "Årets Tränare" vid Hästgalan för säsongen 2007.

## Segrar i större lopp

### Grupp 1-lopp
| År   | Lopp                                       | Häst             | Kusk           |
| ---- | ------------------------------------------ | ---------------- | -------------- |
| 2001 | St. Michel-loppet                          | Not a Spacecase  | Esa Holopainen |
| 2002 | Drottning Silvias Pokal                    | Blues Office     | Johnny Takter  |
| 2004 | Breeders' Crown, 4-åriga ston              | Camilla Highness | Thomas Uhrberg |
| 2005 | Drottning Silvias Pokal                    | Fama Currit      | Peter Ingves   |
| 2005 | Stochampionatet                            | Fama Currit      | Peter Ingves   |
| 2005 | Breeders' Crown, 4-åriga ston              | Fama Currit      | Peter Ingves   |
| 2007 | Kymi Grand Prix                            | Camilla Highness | Peter Ingves   |
| 2007 | St. Michel-loppet                          | Camilla Highness | Peter Ingves   |
| 2007 | Gran Premio Campionato Europeo             | Camilla Highness | Peter Ingves   |
| 2007 | Svenskt Travderby                          | Commander Crowe  | Johnny Takter  |
| 2007 | Breeders' Crown, 4-åriga hingstar/valacker | Commander Crowe  | Johnny Takter  |
| 2008 | St. Michel-loppet                          | Camilla Highness | Peter Ingves   |
| 2009 | Kymi Grand Prix                            | Commander Crowe  | Peter Ingves   |
| 2009 | Sundsvall Open Trot                        | Commander Crowe  | Peter Ingves   |
| 2011 | Svenskt Travkriterium                      | Pato             | Peter Ingves   |
| 2012 | Svenskt Travderby                          | Pato             | Peter Ingves   |
| 2017 | Drottning Silvias Pokal                    | Cash Crowe       | Johnny Takter  |
| 2017 | Finlandialoppet                            | D.D.'s Hitman    | Ulf Ohlsson    |
| 2017 | Derbystoet                                 | Cash Crowe       | Johnny Takter  |

### Grupp 2-lopp
| År   | Lopp                  | Häst             | Kusk                 |
| ---- | --------------------- | ---------------- | -------------------- |
| 2005 | Stosprintern          | Fama Currit      | Peter Ingves         |
| 2007 | Sto-SM                | Camilla Highness | Peter Ingves         |
| 2008 | C.L. Müllers Memorial | Commander Crowe  | Peter Ingves         |
| 2009 | C.L. Müllers Memorial | Commander Crowe  | Peter Ingves         |
| 2013 | Europamatchen         | Edward Ale       | Peter Ingves         |
| 2018 | Sto-SM                | Cash Crowe       | Christoffer Eriksson |

### Övriga
| År   | Lopp                         | Häst               | Kusk              |
| ---- | ---------------------------- | ------------------ | ----------------- |
| 1994 | Bronsdivisionens final, maj  | Rialto Guy         | Åke Svanstedt     |
| 1994 | Silverdivisionens final, aug | Rialto Guy         | Åke Svanstedt     |
| 1997 | Bronsdivisionens final, maj  | Super Somolli      | Johnny Takter     |
| 2000 | Bronsdivisionens final, nov  | Count Eban         | Johnny Takter     |
| 2004 | Klass I-final, aug           | Inkato             | Johnny Takter     |
| 2006 | Klass I-final, dec           | Bexipop            | Peter Ingves      |
| 2007 | Klass I-final, april         | Commander Crowe    | Johnny Takter     |
| 2008 | Klass II-final, dec          | El Guerrouj        | Örjan Kihlström   |
| 2011 | Johan Jacobssons Minne       | Edward Ale         | Peter Ingves      |
| 2012 | Johan Jacobssons Minne       | Edward Ale         | Peter Ingves      |
| 2013 | Klass I-final, dec           | VästerboontheNews  | Peter Ingves      |
| 2014 | Klass II-final, maj          | Ni Talar Bra Latin | Peter Ingves      |
| 2015 | Silverdivisionens final, feb | VästerboontheNews  | Peter Ingves      |
| 2015 | Bronsdivisionens final, aug  | Ni Talar Bra Latin | Stefan Söderkvist |
| 2016 | Klass II-final, feb          | Master Crowe       | Peter Ingves      |
| 2018 | Klass I-final, dec           | Martin de Bos      | Kim Eriksson      |
| 2020 | Bronsdivisionens final, mars | Burning Man        | Örjan Kihlström   |